# Anthrobia coylei
Anthrobia coylei là một loài nhện trong họ Linyphiidae.
Loài này thuộc chi Anthrobia. Anthrobia coylei được František Miller miêu tả năm 2005.